# Beatmis
Een beatmis is een kerkelijke eucharistieviering die zich door middel van (beat)muziek specifiek op de jeugd richtte: de jongerenmis.
Ontstaan in het midden van de jaren zestig was het geen algemeen Nederlands verschijnsel. De beatmis bood de naoorlogse jeugd de mogelijkheid het geloof in tijden van grote maatschappelijke veranderingen en beginnende ontkerkelijking op hun eigen manier te beleven. De kracht van deze viering bestond daarin dat een geestelijke (kapelaan) een kring van actieve tieners om zich heen verzamelde (koor, bandleden, bestuur). De band verscheen met instrumenten (orgel, basgitaar, drumstel, klarinet, trompet, dwarsfluit) en dirigent voor op het altaar. De eredienst werd een happening.
De leden zochten naast muziek ook actuele thema's voor de viering (de oorlog in Vietnam, de moord op Martin Luther King, de consumptiemaatschappij, het celibaat). De teksten kwamen uit beide Testamenten, van Huub Oosterhuis of het waren zelfgemaakte gedichten. Men maakte nieuwe teksten op liedjes uit de hitparade, zonder dat deze deden denken aan de protestgeneratie die zich tegen het establishment verzette. Het refrein 'O Koning gezalfde Gods', gezongen op de melodie van Sloop John B van The Beach Boys, stelde gerust. De teksten gingen over de weg naar de 'Waarheid' of speelden in op de gevoelens van adolescenten (eenzaamheid, zoeken naar identiteit) en actualiteit (vrede).
Geheel in de tijdsgeest van de jaren zestig en zeventig vormde de beatmis het decor voor huwelijksvoltrekkingen, dopen en Heilige Communies. Voor de meeste babyboomers gold echter: terwijl het geloof in de jaren zestig verdampte, werd de beatmis het sluitstuk en het symbool van de religieuze (katholieke) opvoeding van de generatie die na 1945 ter wereld kwam.

## Voorbeeld
Het repertoire (deel) van de beatmis in de parochie Onze-Lieve-Vrouwe Visitatie Velp, 1966-1977:
- Angels watching over me my Lord
- Happy Together (The Turtles)
- The House of the Rising Sun (The Animals)
- Kyrie
- Blijf mij nabij
- Go Down Moses
- Then I Kissed Her (The Beach Boys)
- Yesterday (The Beatles).